# بيل غراتون
بيل غراتون هو لاعب هوكي الجليد كندي، ولد في 29 فبراير 1948 في برانتفورد في كندا.

## وصلات خارجية
- بيل غراتون على موقع EliteProspects.com (الإنجليزية)
- بيل غراتون على موقع HockeyDB.com (الإنجليزية)
- بيل غراتون على موقع Hockey-Reference.com (الإنجليزية)